# Inis na Bró
Inis na Bró est une des îles de l’archipel des Blasket situé dans le prolongement de la péninsule de Dingle dans le Comté de Kerry en Irlande. 
Elle est séparée de Inis Mhic Aoibhleáin par un très étroit détroit (200 mètres uniquement). Son altitude maximum est de 175 mètres.
En 1973, le pionnier de l’espace commercial de l'entreprise de conception de fusées Rotary Rocket, Gary Hudson (en), proposa d’utiliser Inis na Bró comme site de lancement de fusées. Cette proposition ne devint publique qu’en 2003 lorsque les archives du gouvernement irlandais furent ouvertes après la période de sûreté légale de 30 ans.